# Aserbajdsjans Statssymfoniorkester
Aserbajdsjans Statssymfoniorkester (azeri: Azərbaycan Dövlət Simfonik Orkestri) er Aserbajdsjans nationale symfoniorkester med base i Baku. Det er et af Aserbajdsjans førende symfoniorkestre. Orkestret blev grundlagt i 1920 af den aserbajdsjanske komponist Üzeyir Hajibeyov. Hajibeyov dirigerede også sine egne værker med orkestret i sin tid. Chefdirigent siden 1984 er Rauf Abdullayev.

## Orkestrets chefdirigenter
- Üzeyir Hajibeyov 1920-1938
- Niyazi Hajibeyov 1938-1984
- Rauf Abdullayev 1984-